# Lehmannodes
Lehmannodes is een geslacht van vlinder uit de familie spanners (Geometridae). De wetenschappelijke naam is voor het eerst geldig gepubliceerd in 2013 door Rajaei Sh & Stüning.
Het geslacht is monotypisch en omvat slechts de soort Lehmannodes guneyi.